# Stanislasdor

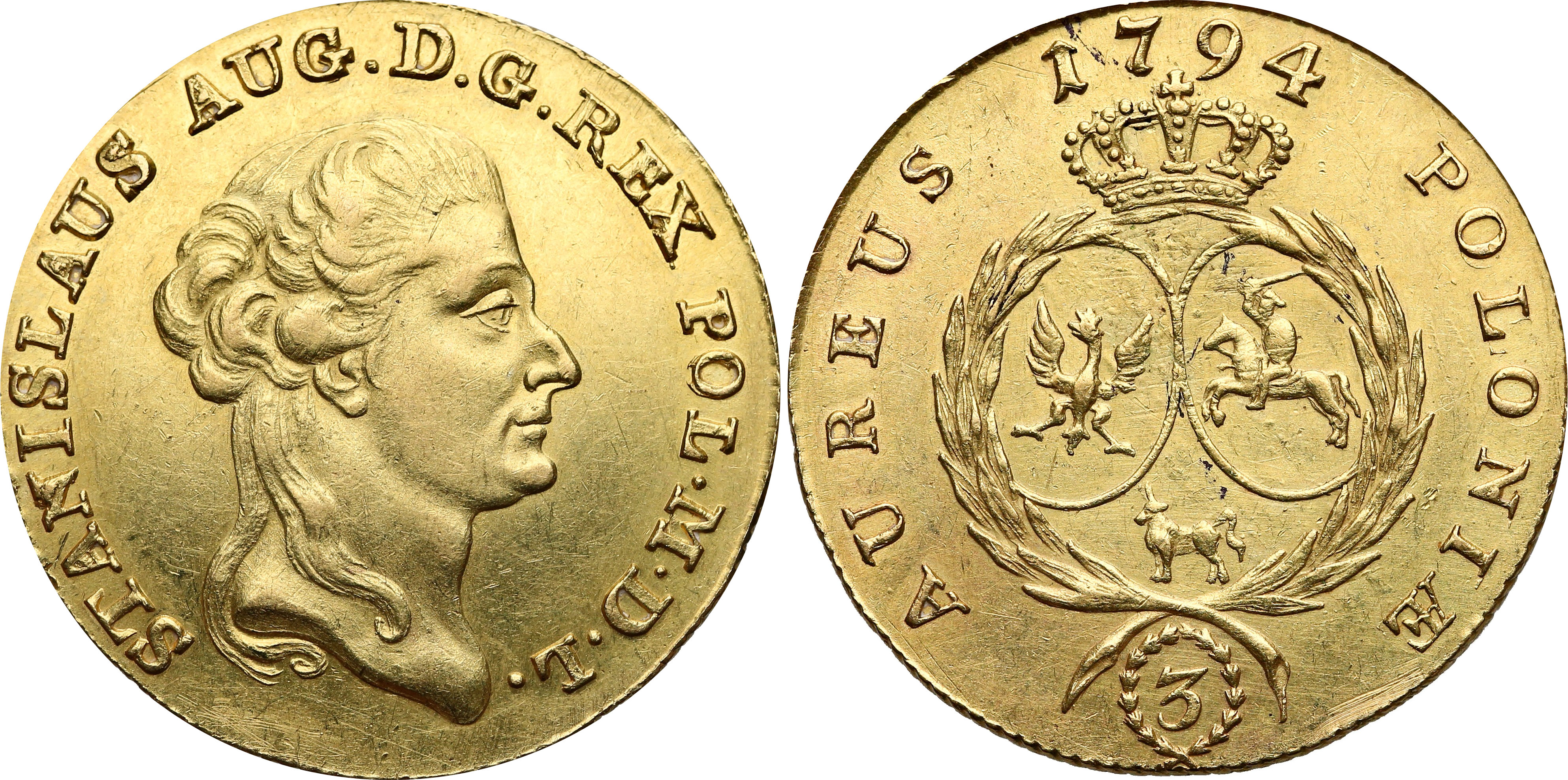
Stanislasdor – 3 dukaty (1794)

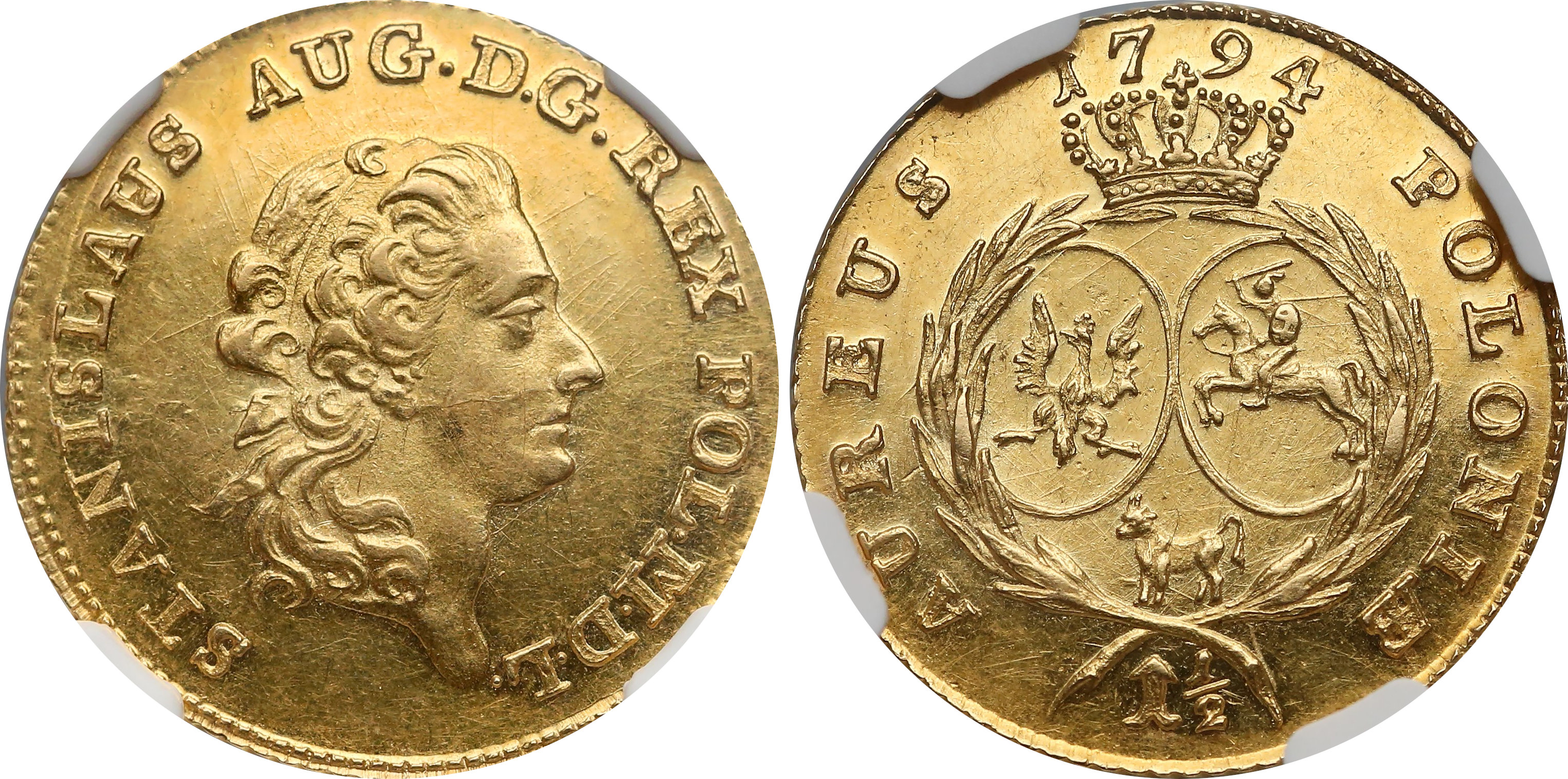
Półstanislasdor – 1½ dukata (1794)

Stanislasdor (stanislador, stanislaus d'or) – złota moneta trzydukatowa okresu panowania Stanisława Augusta Poniatowskiego o masie 12,3449 grama, próby 833, średnicy 29 mm, bita tylko w 1794 r. w nakładzie 5256 szt. Istnieją też półstanislasdory – złote monety 1½-dukatowe tej samej próby, o masie 6,1724 grama i średnicy 22,3 mm, wybite w nakładzie 8114 szt. również tylko w 1794 r.
W starszych opracowaniach czasami stanislaus d'or albo stanislasdor oznaczał półtoradukatówkę, a podwójny stanislaus d'or albo podwójny stanislasdor – trzydukatówkę.